# Dans la jungle des villes
Pour les articles homonymes, voir Dans la jungle des villes (homonymie).
 (mars 2017).
Si vous disposez d'ouvrages ou d'articles de référence ou si vous connaissez des sites web de qualité traitant du thème abordé ici, merci de compléter l'article en donnant les références utiles à sa vérifiabilité et en les liant à la section « Notes et références ».
Dans la jungle des villes (Im Dickicht der Städte) est une pièce de théâtre en onze tableaux du dramaturge allemand Bertolt Brecht écrite en 1921 et 1922. 
La pièce a fait scandale lors de sa création le 9 mai 1923 au Residenztheater de Munich, et l'année suivante au Deutsches Theater de Berlin mise en scène par Erich Engel.

## Personnages
- Genoud Shlink
- Georges Garga
- Maë Garga
- John Garga
- C. Maynes
- Marie Garga
- Jane Larry
- Skinny
- J. Finnay dit le Lombric
- Collie Couch dit le Babouin
- Pat Manky
- un missionnaire

## Résumé
La pièce met en scène l’affrontement que se livrent à Chicago en 1912 un modeste employé de bibliothèque originaire de la savane, George Garga, et un riche Malais négociant en bois, Shlink.
Shlink, en quête d’émotions réelles, engage la lutte en voulant acheter les opinions de Garga qui lui semble être un vrai « combattant ». Celui‑ci, oppressé, « harponné », refuse d’abord de se vendre au capitalisme et à la marchandisation, et de perdre sa liberté, avant de relever le défi : il accepte l’argent de Shlink, son commerce de bois, sa maison et il prend sa place. À l’inverse, Shlink se dépouille de tout et s’incruste dans la famille de Garga. Les mois passent, évoqués sous la forme de tableaux fragmentés qui s’apparentent aux rounds d’un grand match de boxe métaphysique. À la fin, Garga est à peine vainqueur.